# Futsal Awards
Los Premios Futsalplanet Futsal Awards son los premios anuales para homenajear a los mejores personajes del fútbol sala internacional. Son presentados desde el año 2000 por FutsalPlanet.

## Mejor Jugador del Mundo
| Year | Winner            | Club                |
| ---- | ----------------- | ------------------- |
| 2000 | Manoel Tobias     | Vasco da Gama       |
| 2001 | Manoel Tobias (2) | Malwee/Jaraguá      |
| 2002 | Manoel Tobias (3) | FS Cartagena        |
| 2003 | Foglia            | Arzignano Grifo     |
| 2004 | Falcão            | Malwee/Jaraguá      |
| 2005 | Javi Rodríguez    | Playas de Castellón |
| 2006 | Falcão (2)        | Malwee/Jaraguá      |
| 2007 | Shayakhmetov      | Viz-Sinara          |
| 2008 | Schumacher        | Inter Movistar      |
| 2009 | Kike Boned        | ElPozo Murcia       |
| 2010 | Ricardinho        | Benfica             |
| 2011 | Falcão (3)        | Santos/Cortiana     |
| 2012 | Falcão (4)        | Intelli Orlândia    |
| 2013 | Sergio Lozano     | Barcelona Alusport  |
| 2014 | Ricardinho (2)    | Inter Movistar      |
| 2015 | Ricardinho (3)    | Inter Movistar      |
| 2016 | Ricardinho (4)    | Inter Movistar      |
| 2017 | Ricardinho (5)    | Inter Movistar      |
| 2018 | Ricardinho (6)    | Inter Movistar      |
| 2019 | Ferrão            | FC Barcelona        |
| 2020 | Ferrão (2)        | FC Barcelona        |
| 2021 | Ferrão (3)        | FC Barcelona        |
| 2022 | Pany Varela       | Sporting Portugal   |
| 2023 | Pito              | FC Barcelona        |

| Jugador        | Ganador | 2º puesto | 3º puesto | Años ganador                       |
| -------------- | ------- | --------- | --------- | ---------------------------------- |
| Ricardinho     | 6       | -         | -         | 2010, 2014, 2015, 2016, 2017, 2018 |
| Falcão         | 4       | 1         | -         | 2004, 2006, 2011, 2012             |
| Manoel Tobias  | 3       | -         | -         | 2000, 2001, 2002                   |
| Ferrão         | 3       | -         | -         | 2019, 2020, 2021                   |
| Schumacher     | 1       | 2         | 1         | 2008                               |
| Javi Rodríguez | 1       | 2         | -         | 2005                               |
| Sergio Lozano  | 1       | 1         | -         | 2013                               |
| Pany Varela    | 1       | 1         | -         | 2022                               |
| Kike Boned     | 1       | -         | 1         | 2009                               |
| Foglia         | 1       | -         | -         | 2003                               |
| Shayakhmetov   | 1       | -         | -         | 2007                               |
| Pito           | 1       | -         | -         | 2023                               |

## Mejor Jugadora del Mundo
| Año  | Ganador               | Club                  |
| ---- | --------------------- | --------------------- |
| 2007 | Eva Manguán           | Atlético Navalcarnero |
| 2008 | Cilene                | Jaguaré               |
| 2009 | Alina Gorobets        | FK Belichanka-93      |
| 2010 | Vanessa               | Burela FS             |
| 2011 | Vanessa (2)           | UnoChapecó            |
| 2012 | Vanessa (3)           | UnoChapecó            |
| 2013 | Lú                    | Lazio Calcio a 5      |
| 2014 | Amandinha             | Barateiro             |
| 2015 | Amandinha (2)         | Barateiro             |
| 2016 | Amandinha (3)         | Barateiro             |
| 2017 | Amandinha (4)         | Leoas da Serra        |
| 2018 | Amandinha (5)         | Leoas da Serra        |
| 2019 | Amandinha (6)         | Leoas da Serra        |
| 2020 | Amandinha (7)         | Leoas da Serra        |
| 2021 | Amandinha (8)         | Leoas da Serra        |
| 2022 | Peque                 | Burela FS             |
| 2023 | Camila Costa da Silva | Stein Cascavel        |
| 2024 | Emilly Marcondes      | Burela FS             |

## Mejor Portero del Mundo

### Masculino
| Año  | Ganador                | Club                 |
| ---- | ---------------------- | -------------------- |
| 2003 | Luis Amado             | Inter Movistar       |
| 2004 | Luis Amado (2)         | Inter Movistar       |
| 2005 | No elegido             | No elegido           |
| 2006 | No elegido             | No elegido           |
| 2007 | Tiago                  | Gazprom-Ugra Yugorsk |
| 2008 | Sergey Zuev            | Sinara Yekaterinburg |
| 2009 | Santiago Elías         | Pinocho              |
| 2010 | Mostafa Nazari         | Foolad Mahan         |
| 2011 | Stefano Mammarella     | Montesilvano         |
| 2012 | Stefano Mammarella (2) | Montesilvano         |
| 2013 | Gustavo                | Dinamo Moskva        |
| 2014 | Stefano Mammarella (3) | Acqua e Sapone       |
| 2015 | Leo Higuita            | Kairat               |
| 2016 | Leo Higuita (2)        | Kairat               |
| 2017 | Paco Sedano            | FC Barcelona         |
| 2018 | Leo Higuita (3)        | Kairat               |
| 2019 | Leo Higuita (4)        | Kairat               |
| 2020 | Leo Higuita (5)        | Kairat               |
| 2021 | Guitta                 | Sporting Portugal    |
| 2022 | Dídac Plana Oltra      | FC Barcelona         |
| 2023 | Willian Dorn           | Joinville Futsal     |

### Femenina
| Año  | Ganador                     | Club                  |
| ---- | --------------------------- | --------------------- |
| 2015 | Belén de Uña Marzo          | Atlético Navalcarnero |
| 2016 | Belén de Uña Marzo (2)      | AD Alcorcón FSF       |
| 2017 | Estela García Rodero        | Atlético Navalcarnero |
| 2018 | Ana Catarina                | Benfica               |
| 2019 | Silvia Aguete Outón         | Poio Pescamar         |
| 2020 | Ana Catarina (2)            | Benfica               |
| 2021 | Ana Catarina (3)            | Benfica               |
| 2022 | Bianca Castagnaro Moraes    | Bitonto C5 Femminile  |
| 2023 | Bianca Castagnaro Moraes(2) | Bitonto C5 Femminile  |
| 2024 | Ana Catarina (4)            | Benfica               |

## Mejor Jugador Joven del Mundo

### Masculino
| Año  | Ganador               | Club                     |
| ---- | --------------------- | ------------------------ |
| 2004 | Fernandinho           | Azkar Lugo               |
| 2005 | No elegido            | No elegido               |
| 2006 | No elegido            | No elegido               |
| 2007 | Jesús Herrero         | Carnicer Torrejón        |
| 2008 | Dmitri Prudnikov      | Sinara Yekaterinburg     |
| 2009 | Thiaguinho            | Carlos Barbosa           |
| 2010 | Jesús Aicardo         | Lobelle de Santiago      |
| 2011 | Sergio Lozano         | Caja Segovia             |
| 2012 | Álex Yepes            | ElPozo Murcia            |
| 2013 | Ferrão                | Tyumen                   |
| 2014 | Adolfo Fernández      | FS García                |
| 2015 | Adolfo Fernández (2)  | FS García                |
| 2016 | Adolfo Fernández (3)  | FS García                |
| 2017 | Fernando Aguilera     | ElPozo Murcia            |
| 2018 | Fernando Aguilera (2) | ElPozo Murcia            |
| 2019 | Leozinho              | Magnus Futsal            |
| 2020 | Leozinho (2)          | Magnus Futsal            |
| 2021 | Zicky Té              | Sporting Portugal        |
| 2022 | Salar Aghapour        | Mes Sungun Varzaghan FSC |
| 2023 | Lúcio Rocha           | Benfica                  |

### Femenino
| Año  | Ganador                | Club                        |
| ---- | ---------------------- | --------------------------- |
| 2023 | Laura Córdoba Monedero | Futsi Atlético Navalcarnero |
| 2024 | Nicole Mancilla Solis  | Deportivo Cali              |

## Mejor Entrenador del Mundo

### Masculino
| Año  | Ganador                  | Club               |
| ---- | ------------------------ | ------------------ |
| 2004 | Jesús Candelas           | Inter Movistar     |
| 2005 | No elegido               | No elegido         |
| 2006 | No elegido               | No elegido         |
| 2007 | Fernando Ferretti        | Malwee/Jaraguá     |
| 2008 | Jesús Candelas (2)       | Inter Movistar     |
| 2009 | Paulo Mussalem           | Carlos Barbosa     |
| 2010 | Fernando Ferretti (2)    | Malwee/Jaraguá     |
| 2011 | Fulvio Colini            | Montesilvano       |
| 2012 | Marc Carmona             | Barcelona Alusport |
| 2013 | Tino Pérez               | Dinamo Moskva      |
| 2014 | Jesús Velasco Tejada     | Inter Movistar     |
| 2015 | Jesús Velasco Tejada (2) | Inter Movistar     |
| 2016 | Jesús Velasco Tejada (3) | Inter Movistar     |
| 2017 | Jesús Velasco Tejada (4) | Inter Movistar     |
| 2018 | Jesús Velasco Tejada (5) | Inter Movistar     |
| 2019 | Andreu Plaza             | Barcelona          |
| 2020 | Andreu Plaza (2)         | Barcelona          |

### Femenina
| Año  | Ganador               | Club               |
| ---- | --------------------- | ------------------ |
| 2020 | Cristiane de Souza    | Taboão da Serra    |
| 2021 | Julio Delgado         | Burela FS          |
| 2022 | Massimiliano Neri     | Città di Falconara |
| 2023 | Márcio Bica Coelho    | Stein Cascavel     |
| 2024 | Cristiane de Souza(2) | Taboão da Serra    |
| 2025 | Cristiane de Souza(3) | Taboão da Serra    |

## Mejor Entrenador Nacional del Mundo

### Masculino
| Año  | Ganador                 | Selección   |
| ---- | ----------------------- | ----------- |
| 2003 | Javier Lozano Cid       | España      |
| 2004 | Javier Lozano Cid (2)   | España      |
| 2005 | No otorgado             | No otorgado |
| 2006 | No otorgado             | No otorgado |
| 2007 | José Venancio López     | España      |
| 2008 | Paulo César de Oliveira | Brasil      |
| 2009 | Hossein Shams           | Irán        |
| 2010 | José Venancio López (2) | España      |
| 2011 | Marcos Sorato           | Brasil      |
| 2012 | José Venancio López (3) | España      |
| 2013 | Ney Pereira             | Brasil      |
| 2014 | Roberto Menichelli      | Italia      |
| 2015 | José Venancio López (4) | España      |
| 2016 | Diego Giustozzi         | Argentina   |
| 2017 | José Venancio López (5) | España      |
| 2018 | Jorge Braz              | Portugal    |
| 2019 | Jorge Braz (2)          | Portugal    |
| 2020 | Jorge Braz (3)          | Portugal    |

### Femenino
| Año  | Ganador          | Selección |
| ---- | ---------------- | --------- |
| 2021 | Clàudia Pons     | España    |
| 2022 | Clàudia Pons(2)  | España    |
| 2023 | Wilson Sabóia    | Brasil    |
| 2024 | Wilson Sabóia(2) | Brasil    |

## Mejor Equipo Nacional del Mundo

### Masculino
| Año  | Ganador      |
| ---- | ------------ |
| 2003 | Italia       |
| 2004 | España       |
| 2005 | Libia        |
| 2006 | Libia        |
| 2007 | Brasil       |
| 2008 | Brasil (2)   |
| 2009 | Iran         |
| 2010 | España (2)   |
| 2011 | Brasil (3)   |
| 2012 | Brasil (4)   |
| 2013 | Brasil (5)   |
| 2014 | Brasil (6)   |
| 2015 | España (3)   |
| 2016 | Argentina    |
| 2017 | Brasil (7)   |
| 2018 | Portugal     |
| 2019 | Brasil (8)   |
| 2020 | Brasil (9)   |
| 2021 | Portugal (2) |
| 2022 | Portugal (3) |
| 2023 | Marruecos    |

### Femenino
| Año  | Ganador    |
| ---- | ---------- |
| 2021 | España     |
| 2022 | España (2) |
| 2023 | Brasil     |
| 2024 | Brasil (2) |

## Mejor Club del Mundo

### Masculino
| Año  | Ganador                         |
| ---- | ------------------------------- |
| 2004 | Boomerang Interviú              |
| 2005 | No otorgado                     |
| 2006 | No otorgado                     |
| 2007 | Club Social y Deportivo Pinocho |
| 2008 | Malwee Futsal                   |
| 2009 | Carlos Barbosa                  |
| 2010 | Malwee Futsal (2)               |
| 2011 | Montesilvano                    |
| 2012 | Barcelona Alusport              |
| 2013 | ADC Intelli Orlândia            |
| 2014 | Barcelona Alusport (2)          |
| 2015 | Inter Movistar (2)              |
| 2016 | Inter Movistar (3)              |
| 2017 | Inter Movistar (4)              |
| 2018 | Inter Movistar (5)              |
| 2019 | Barcelona (3)                   |
| 2020 | Barcelona (4)                   |
| 2021 | Sporting Portugal               |
| 2022 | Barcelona (5)                   |
| 2023 | Palma Futsal                    |

### Femenina
| Año  | Ganador            |
| ---- | ------------------ |
| 2020 | Burela             |
| 2021 | Burela             |
| 2022 | Città di Falconara |
| 2023 | Stein Cascavel     |
| 2024 | Taboão Magnus      |

## Mejor Árbitro del Mundo
| Año  | Ganador                          |
| ---- | -------------------------------- |
| 2004 | Pedro Galán Nieto                |
| 2005 | No otorgado                      |
| 2006 | No otorgado                      |
| 2007 | António Cardoso                  |
| 2008 | Karoly Torok                     |
| 2009 | Michel Jean Bonnaud              |
| 2010 | Danijel Janosevic                |
| 2011 | Vadim Baratov                    |
| 2012 | Fernando Lumbreras               |
| 2013 | Fernando Lumbreras (2)           |
| 2014 | Alessandro Malfer                |
| 2015 | Alessandro Malfer (2)            |
| 2016 | Fernando Lumbreras (3)           |
| 2017 | Saša Tomić                       |
| 2018 | Nikola Jelić                     |
| 2019 | Juan Gallardo                    |
| 2020 | Nikola Jelić (2)                 |
| 2021 | Juan Gallardo (2)                |
| 2022 | Nikola Jelić (3)                 |
| 2023 | Daniel Fernando Rodriguez Bordon |
| 2024 | Alejandro Martínez Flores        |